# Líčkov (zámek)
Líčkov je zámek v Ústeckém kraji v okrese Louny. Stojí na ostrožně na místě staršího hradu nad stejnojmennou vsí. Celý areál zámku s dalšími budovami, bránami, zdmi, schodišti, vodními plochami a zámeckou zahradou je chráněn jako kulturní památka.
Na místě zámku stála původně tvrz nebo malý hrad ze čtrnáctého století, jehož dominantou bývala částečně dochovaná okrouhlá věž. Vlastnili jej majitelé z řad drobné šlechty. V patnáctém století je vystřídali páni z Ilburka a Vlčkové z Minic. Většinu šestnáctého století hrad patřil hasištejnské větvi Lobkoviců, po nichž ho získali Hrobčičtí z Hrobčic. Bohuslav Hrobčický na začátku sedmnáctého století hrad přestavěl na barokní zámek. Dochovanou podobu s rokokovými prvky zámek získal ve druhé polovině osmnáctého století, kdy patřil Josefu Vonibaldovi z Ebenu.
Ve dvacátém století na zámku žil a tvořil malíř Oskar Brázda. V roce 1948 mu byl zámek zkonfiskován a jeho dědička jej získala v restituci roku 1992. Po několika letech zpřístupnění turistům se zámek stal předmětem vleklých majetkových sporů, v jejichž důsledku byl veřejnosti uzavřen.

## Historie
Předchůdcem zámku byla gotická tvrz a později hrad. Přestože se Líčkov jako hrad uvádí až po roce 1453, Tomáš Durdík kladl jeho vznik do čtrnáctého století. Důvodem je použití použití klasického hradu bergfritového typu, který byl pro toto období typický.
Václav Hájek z Libočan ve své kronice uvedl, že líčkovský hrad byl postaven v roce 766. První věrohodná zpráva o panském sídle v Líčkově pochází až z roku 1342, kdy je zmiňován jako majetek kostela Všech Svatých na Pražském hradě. Roku 1359 byl Líčkov sídlem Jana z Líčkova, původem měšťana z Chebu. Po něm hrad vlastnil Těma z Koldic a pak jeho syn Václav.
Okolo roku 1397 Líčkov koupil Henzlin Schadernicht, který byl jako majitel uveden ještě v roce 1406. Někdy předtím hrad nejspíše zastavil, protože na jaře roku 1406 byl hradním pánem Vlášek z Kladna, purkrabí v Kadani. Podle Rudolfa Anděla byl Henzil Schadernicht majitelem až od roku 1399. Vláška z Kladna vystřídal Rydkéř z Polenska, který do roku 1411 vedl spor o desátky s liběšickým farářem.
Dalšími vlastníky hradu se stali páni z Ilburka. Jako první z nich byl v Líčkově roku 1417 připomenut Půta z Ilburka, kterého vystřídal syn Vilém, jenž hrad prodal Janu Vlčkovi z Minic. Jan Vlček zapsal Líčkov a minickou tvrz svému bratru Vaňkovi a matce Markétě. Podle Augusta Sedláčka hrad koupil Jan Vlček okolo roku 1434 a k zápisu příbuzným došlo v roce 1437, Rudolf Anděl ale uvedl, že ke koupi panství došlo až v listopadu 1437. K hradu patřily vsi Líčkov, Třeskonice, Minice, Okořín, Soběchleby, Blšany a zaniklá ves Háj. Jan Vlček žil nejméně do roku 1443 (podle Rudolfa Anděla zemřel roku 1453) a Líčkov po něm zdědil bratr Václav, který předtím působil ve službách Jakoubka z Vřesovic.

### Lobkovicové
Václavovi synové Vlk a Bušek zemřeli před rokem 1485 bezdětní, takže jejich majetek zdědila sestra Magdalena, které Líčkov postoupil purkrabí Jan Kunat ze Sulevic. Magdalena se provdala za Mikuláše III. Hasištejnského z Lobkovic a podruhé za Jindřicha z Gery, kterému 24. října 1510 odkázala Líčkov k doživotnímu užívání. Jindřich také mohl Líčkov odmítnout a v tom případě jej měly zdědit děti z prvního Magdalenina manželství, za což by musely Jindřichovi vyplatit deset tisíc zlatých.
Majitelem Líčkova se stal Magdalenin syn Václav Hasištejnský z Lobkovic, který panství odkázal krátce před smrtí v roce 1520 svému tříletému synovi Bohuslavu Felixovi Hasištejnskému. Bohuslav Felix po dosažení dospělosti musel nejprve vyřešit řadu finančních problémů, ale později jako dobrý hospodář zbohatl. Z majetků zkonfiskovaných panovníkem po stavovském povstání roku 1547 od královské komory koupil Staňkovice, Tuchořice, Tvršice a Trnovany. Roku 1548 navíc zdědil Stekník, Drahomyšl a Třeskonice, o dva roky později přikoupil Libočany, roku 1552 navíc Deštnici, dva mlýny v Žatci a později ještě Dubčany, Liběšice a Kluček. Líčkov učinil svou hlavní rezidencí a okolo roku 1548 si jej nechal zapsat do obnovených zemských desek. Hejtmany panství za něho byli Mates z Pintic v roce 1554 nebo Matěj ze Štampachu (1581).
Po otcově smrti se v roce 1583 o dědictví rozdělili synové Jan Valdemar a Bohuslav Jáchym. Líčkov si ponechal Jan Valdemar, ale vzhledem ke špatné finanční situaci začal ještě téhož roku zastavovat některé vesnice. Během několika let se zadlužil natolik, že v roce 1588 bylo líčkovské panství přiděleno Jiřímu Popelovi z Lobkovic, kterému Jan Valdemar dlužil 14 500 kop grošů. Jiří Popel se přestěhoval na Líčkov. V roce 1593 se pokusil zorganizovat šlechticku opozici vůči císaři Rudolfovi II., za což byl odsouzen k trestu smrti a posléze omilostněn k doživotnímu vězení. Kromě toho byl zbaven všeho majetku a 14. dubna 1594 bylo nařízeno chomutovské radě, aby z měšťanů vybrala 24 střelců a v neděli je poslala na Líčkov. Zároveň o tom byl informován líčkovský hejtman Adam Hozlaur z Hozlau. Jiří Popel z Lobkovic byl z hradčanského domu do Líčkova převezen 15. dubna 1594. Doprovázet jej měly dcery Eva Eusebia a Marie Anna. Jiří Popel v Líčkově zůstal asi rok. Hejtmanem v té době byl Václav Počepický z Počepic, kterému bylo 26. prosince nařízeno, aby Jiřího Popela převezl do Kladska.
Ve druhé polovině roku 1594 začalo postupné rozprodávání líčkovského panství. U Líčkova nakonec zůstala jen obora a vsi Líčkov, Liběšice, Kluček, Třeskonice, Nečemice, Drahomyšl, Trnovany, Dubčany a Dobříčany, které koupil Diviš Hrobčický z Hrobčic. Později k nim připojil Želeč a Očihov.

### Sedmnácté století
Diviš Hrobčický zemřel nejspíše na jaře roku 1596 a zanechal po sobě syny Rudolfa, Bohuslava, Kryštofa, Jaroslava a Otmara. Líčkov pravděpodobně připadl nejmladším Jaroslavovi a Otmarovi, ale oba zemřeli, i s bratrem Rudolfem, před rokem 1600. O Líčkov se potom dělili Bohuslav s Kryštofem, ale někdy na přelomu let 1602 a 1603 se o majetek rozdělili, takže Líčkov a Želeč dostal Bohuslav. Bohuslav Hrobčický poté přestavěl starý hrad na zámek. Za účast na stavovském povstání v letech 1618–1620 mu byly zabaveny dvě třetiny majetku, mezi něž patřil i Líčkov.
Líčkovské panství koupil 12. května 1623 Hartvík Vratislav z Mitrovic. Podle popisu ve smlouvě byl zámek obehnaný příkopy, měl pěkné pokoje, cihelnou střechu a celkově byl pokládán za bezpečný. Jeho cena byla odhadnuta na dva tisíce kop míšeňských grošů, zdí obehnaná obora na dvě stě kop, čtyřicet kusů zvěře v oboře na šedesát kop, dvě zdí obehnané zahrady stály po dvou stech kopách a štěpnice 250 kop grošů. Kromě toho v zámeckém předhradí stál kamenný pivovar se spilkou, hvodzem a sklepem. K panství patřily vsi Líčkov, Třeskonice, Nečemice, Želeč, Očihovec, Trnovany, Drahomyšl, Liběšice a Kluček, dvory v Líčkově, Želči, Drahonicích, Třeskonicích a Nečemicích a pustý dvůr v Očihovci. Celková odhadní cena panství byla stanovena velmi nízko na 55 600 kop míšeňských grošů, z čehož bylo Hartvíkovi za císaři poskytnuté služby sleveno 20 000 kop.
Bohuslavův syn Adam Felix Hrobčický se marně snažil získat svůj podíl zpět. Bohuslav mezitím odešel do Saska, kde působil jako důstojník. V roce 1631 se zúčastnil tažení do Čech, během něhož se usadil ve Vroutku, odkud plenil okolní katolické statky. Po porážce Sasů opět odešel a jako náhradu za jím způsobené škody ztratil i zbývající třetinu majetku.
Hartvík Vratislav z Mitrovic Líčkov vzápětí po koupi přepsal na svou manželku Annu Marii ze Žďáru. Ovdovělá Anna Marie v roce 1628 prodala Líčkov bratrům Jáchymu Abrahámovi a Jáchymu Krystiánovi z Wahlu za 55 600 rýnských zlatých. Během třicetileté války byl zámek roku 1639 vydrancován švédským vojskem. Po Krystiánovi z Wahlu zůstala vdova Ester Juliana, rozená Hrzánová z Harasova, která se okolo roku 1650 znovu provdala za Jaroslava Zajíce z Hazmburka. Líčkov ale přenechala Ferdinandu Františkovi z Wahlu, synovi z prvního manželství. Hrabata z Wahlu nechala přestavět polovinu zámku v barokním slohu.

### Osmnácté až dvacáté století

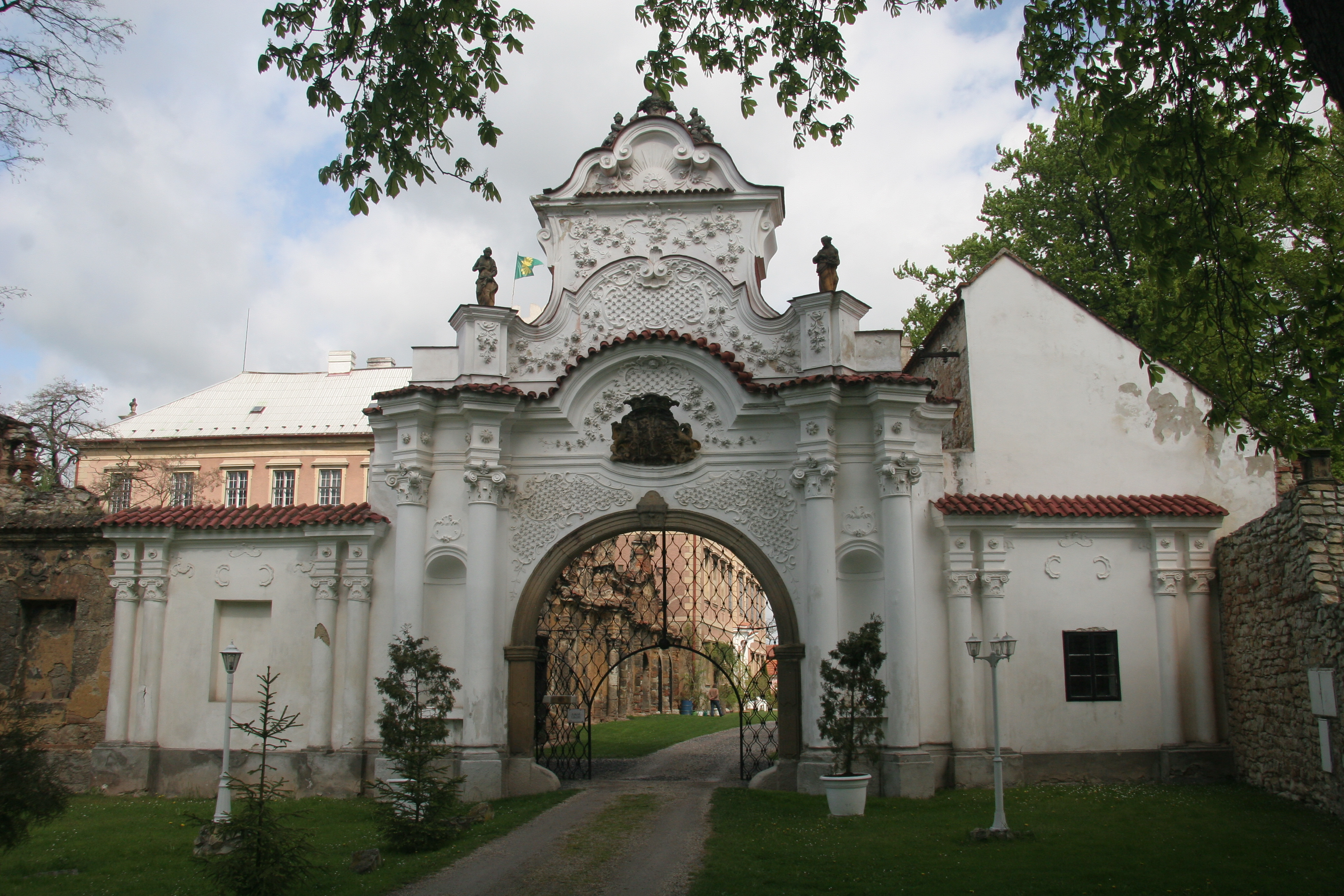
Rokokově zdobená brána

Ferdinand František z Wahlu stál během války o španělské dědictví na bavorské a francouzské straně, a proto byla na jeho majetek uvalena správa královské prokuratury. V roce 1710 ale panství prodal za 145 000 zlatých Václavu Hroznatovi z Gutštejna. O dvanáct let později Líčkov koupil za 163 000 zlatých Antonín Jan Nostic a roku 1728 se majitelem stal Karel Josef z Bredau.
Do podoby zámku výrazně zasáhl další vlastník, kterým byl od roku 1765 Josef Vonibald z Ebenu. Za něj byla postavena nová vstupní brána, členěná stěna kolem zahrady a interiéry upraveny v duchu rokoka. V zámku bylo 28 místností a umělecké sbírky barokních děl, včetně obrazů Karla Škréty, Petera Rubense a Petra Brandla. Výnosy panství nestačily pokrývat nákladný život Josefa Vonibalda, a jeho majetek byl nakonec dán do dražby.
V roce 1807 zámek koupil žatecký řezník Thadeus André, který objekt využíval k čistě utilitárním způsobem. Zřídil v něm cikorkárnu a lihovar a v parku pásl dobytek. Budova mezitím zchátrala, a dokonce se zřítila barokní báň věže. Roku 1835 zdevastovaný zámek koupil Vincenc Zessner ze Spitzenberga, v roce 1875 jej vystřídal žatecký advokát Hans Damm a o dvacet let později pivovarník Anton Dreher. Situace se zlepšila teprve roku 1925, kdy ho koupil akademický malíř Oskar Brázda. Malíř nechal snížit věž a zakončit ji novorenesančním cimbuřím. V roce 1938 Oskara Brázdu nacisté z Líčkova vyhnali. Zámek byl roku 1948 Brázdovým zkonfiskován komunisty.

### 21. století
Vdova Marie Brázdová zámek získala zpět v restituci roku 1992 a otevřela jej pro veřejnost. V roce 2009 jej s rozsáhlými pozemky v hodnotě 52 milionů korun vložila do firmy Uyanga, kterou založila s Pavlem Moravcem. Společnost Uyanga však po několika letech přestala plnit své závazky vůči Marii Brázdové, a ocitla se v exekuci, ve které ji roku 2014 koupila za 22,5 milionů korun společnost Zámek Líčkov s cílem zpřístupnit zámek turistům. Marie Brázdová v témže roce podala žalobu o určení vlastnického práva k nemovitostem. Okresní soud v Lounech žalobu v roce 2019 zamítl, ale Marie Brázdová se odvolala, a majetkové vztahy zůstaly až do konce roku 2024 nevyřešené. Teprve 17. prosince 2024 vydal Nejvyšší soud definitivní rozhodnutí, že Marie Brázdová se opět stala majitelkou líčkovského zámku. Marie Brázdová dva týdny po tomto rozhodnutí zemřela. Za dobu soudních sporů a nedostatečné péče zámek zchátral, jeho střecha je v havarijním stavu a byly poničeny také další nemovitosti, včetně místních chmelnic a hospodářského dvora.
Podle magazínu Reportér měla firma Zámecký dvůr Líčkov v zámeckém hospodářském dvoře vybudovat kompostárnu, na kterou pobírala od Státního fondu životního prostředí několik let dotace, ale z hygienických důvodů ji vybudovala v Novém Strašecí. Podle Václava Kozlovského, prasynovce Marie Brázdové, firma pouze zbourala chmelnice a rozprodala jejich vybavení.

## Stavební podoba

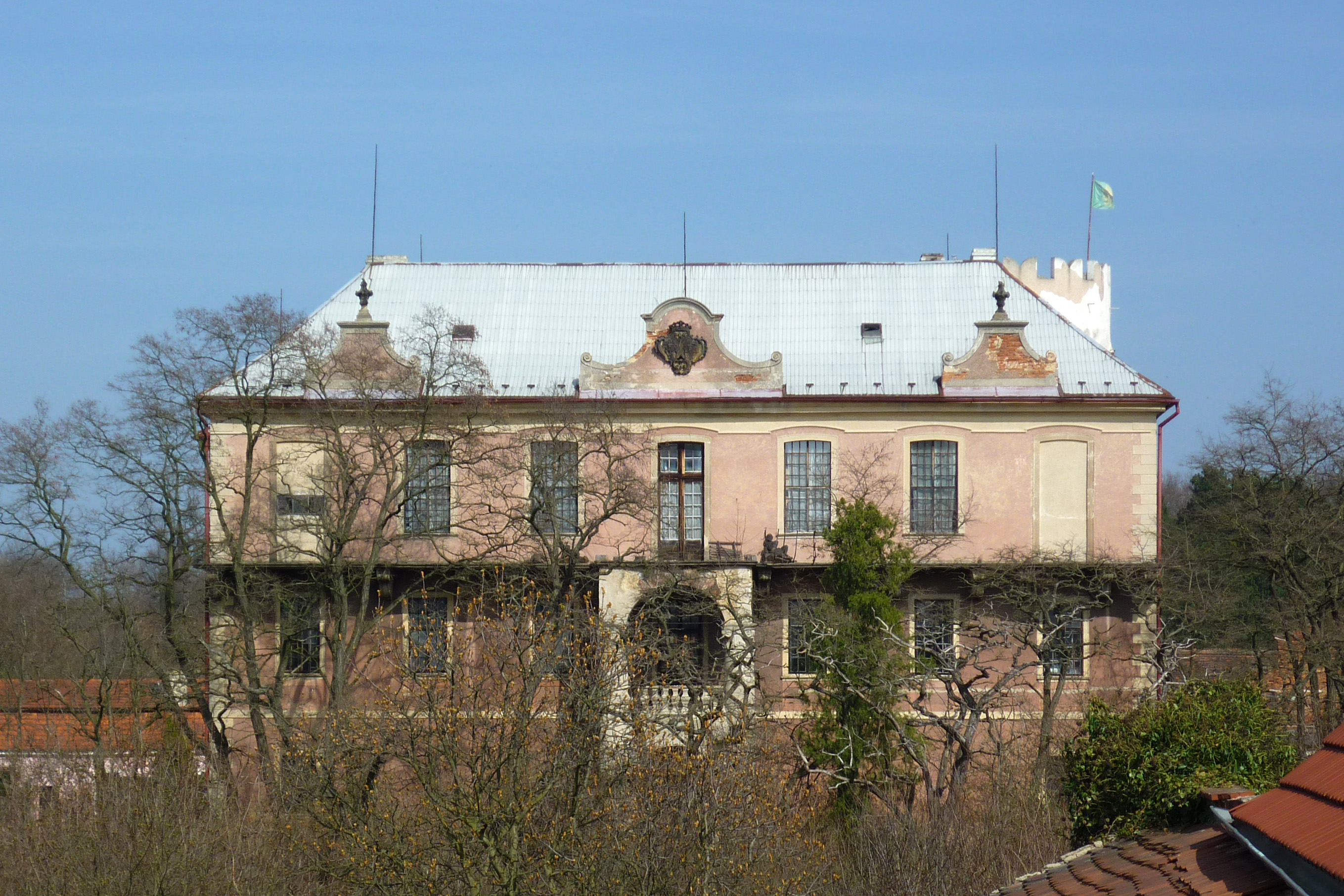
Jižní průčelí

Zámecký areál kopíruje středověké opevnění, ale pro přesnější představu o podobě hradu chybějí informace. Hradní palác se mohl částečně zachovat v zámeckém zdivu v zadní části dispozice.
Areál je na vstupní straně vymezen zdí, kterou člení sdružené polosloupy a portály a završuje ji římsa. Zámek má čtyři křídla obklopující malé obdélníkové nádvoří. Na jižní straně vystupuje okrouhlá věž a na protilehlé polygonální uzávěr kaple. Do budovy se vstupuje členitým portálem, za kterým se nachází vstupní hala s lunetovou klenbou na dvou toskánských sloupech. Z ní vede do vyšších pater schodiště zaklenuté stoupavou valenou klenbou a zdobené rokokovým ornamentálním štukem a nástěnnými obrazy. Několik pokojů s rokokovými ornamenty a figurální výzdobou stropů se dochovalo ve druhém patře. Součástí budovy je kaple svaté Anny s panskou emporou a se stěnami členěnými pilastry a římsou. Loď má valenou klenbu a v kněžišti je použita koncha s lunetami. Oltář svaté Anny je ze druhé poloviny osmnáctého století.
Před vjezdem do zámeckého areálu stojí výklenková kaple členěná pilastry, která byla postavena při přestavbě zámku v osmnáctém století.

## Přístup
Zámek stojí na ostrožně nad vsí Líčkov. Začíná u něj červeně značená turistická trasa, která vede okolo hradiště Výrov do Konětop.